# Neurophyseta villarda
Neurophyseta villarda là một loài bướm đêm trong họ Crambidae.